# NGC 381
NGC 381 è un ammasso aperto situato nella costellazione di Cassiopea a una distanza di circa 3100 anni luce dalla Terra.
Fu scoperto nel 1787 da Caroline Herschel, che ne fu accreditata da suo fratello William. È stato inserito con il numero 10 nel Catalogo Collinder.
L'ammasso ha un'età stimata di 316 milioni di anni ed è composto di circa 350 stelle di luminosità fino alla 20ª magnitudine, con una massa complessiva di circa 32 masse solari.